# New Haven (Vermont)
New Haven ist eine Town im Addison County des Bundesstaates Vermont in den Vereinigten Staaten mit 1683 Einwohnern (laut Volkszählung von 2020).

## Geografie

### Geografische Lage
Die Gemeinde liegt in der fruchtbaren, landwirtschaftlich intensiv genutzten Ebene rund um den Lake Champlain, westlich der Vorberge der Green Mountains. Im Gebiet der Gemeinde liegen aber weder Berge noch Seen. Das Gebiet wird von drei Flüssen durchzogen, die aus den Green Mountains kommend zum Lake Champlain fließen: Otter Creek, Little Otter Creek und New Haven River.

### Nachbargemeinden
Alle Angaben als Luftlinien zwischen den offiziellen Koordinaten der Orte aus der Volkszählung 2010.
- Nordosten: Monkton, 5,5 km
- Osten: Bristol, 13,1 km
- Süden: Middlebury, 5,7 km
- Südwesten: Weybridge, 6,7 km
- Westen: Addison, 18,6 km
- Westen: Waltham, 7,1 km
- Nordwesten: Ferrisburgh, 13,0 km

### Klima
Die mittlere Durchschnittstemperatur in New Haven liegt zwischen −8,9 °C (16 °Fahrenheit) im Januar und 20,6 °C (69 °Fahrenheit) im Juli. Damit ist der Ort gegenüber dem langjährigen Mittel der USA um etwa 10 Grad kühler. Die Schneefälle zwischen Oktober und Mai liegen mit mehr als fünfeinhalb Metern etwa doppelt so hoch wie die mittlere Schneehöhe in den USA, die tägliche Sonnenscheindauer liegt am unteren Rand des Wertespektrums der USA, zwischen September und Dezember sogar deutlich darunter.

## Geschichte
New Haven wurde am 2. November 1761 als Teil der New Hampshire Grants mit 23.390 acres (etwa 95 km²) zur Besiedlung ausgerufen und verkauft. Das Gebiet war in 56 Parzellen für Siedler, vier für den Unterhalt von Schule und Kirche und zwei als persönliches Eigentum des Gouverneurs von New Hampshire, Benning Wentworth, unterteilt. Die ersten Siedler kamen 1769 aus Salisbury in Connecticut. Sie errichteten ihre erste Siedlung an den Otter Creek Falls nahe dem heutigen Vergennes. Der Leiter der Siedlergruppe, John Everts stellte dort als Zeichen für seine Ansprüche eine Kanone mit in den Himmel gerichtetem Lauf auf einem Felsen auf. Diese Kanone wurde später eine bekannte Landmarke und, nachdem sie mit der Zeit überwucherte und dadurch nicht mehr sichtbar war, durch eine große Eisenstange ergänzt. Sie galt vielen Einwohnern der Region bis Mitte des 19. Jahrhunderts als das Zentrum des durch Europäer besiedelten Gebietes am Lake Champlain.
In der Zwischenzeit hatte New York, zunächst britische Kolonie, später Bundesstaat der jungen Vereinigten Staaten, Ansprüche auf die Landflächen des heutigen Vermonts erhoben und die Flächen verkauft. Dagegen formierte sich Widerstand der ursprünglichen Siedler; es kam zu bürgerkriegsähnlichen Übergriffen auf beiden Seiten. An den Otter Creek Falls wurde daher ein Fort zum Schutz der Siedler gegen die „Yorkers“ auf dem Gebiet des heutigen Vergennes durch Ethan Allen errichtet; Kommandeur der dort stationierten Truppen wurde sein Bruder Ebenezer Allen.
Während des Unabhängigkeitskrieges wurden die Siedler zwar vertrieben, kehrten aber nach dem Friedensschluss zurück. Die konstituierende Stadtversammlung New Havens fand 1785 statt. Bei der Gründung der Ortschaft Vergennes als selbständige Stadt im Jahr 1783 wurden geringe Teile der ursprünglich ausgerufenen Fläche abgetrennt. 1796 wurde die Fläche der Town durch die Abgabe eines Gebietes im Nordwesten der Town an die Neugründung Waltham erneut vermindert; zugleich wurde aber durch den Zuschlag eines Gores (einer durch Vermessungsfehler unvergebenen Fläche) an der Nordgrenze zum Teil ausgeglichen. Durch diese Änderungen weicht die Fläche der Town von der sonst oft angenähert quadratischen Grundform der Vermonter Gemeinden deutlich ab.
Die Einwohnerzahl der Town nahm rasant zu. Erste Kirchengründungen fanden ab 1797 statt. Einige Marmorvorkommen im Gebiet wurden zwar genutzt, doch die hauptsächliche Erwerbsquelle war die Landwirtschaft. 1840 verzeichnen die Akten der Volkszählung in erster Linie Schafzucht mit bedeutender Wollproduktion als Hauptbeschäftigung; an Feldfrüchten werden in erster Linie Kartoffeln und, weitaus geringer, Mais angebaut.
Ab 1847 wurde durch den Bau der Bahnstrecke Bellows Falls–Burlington, die durch das Gebirge vom Connecticut River und den Ballungszentren der Ostküste bis zum See reichte und damit neue Verkaufsmöglichkeiten eröffnete, auch New Haven leichter erreichbar. Eine erste Station lag fernab des Hauptortes der Town; dies wurde durch den Bau einer Stichstrecke bis nach Bristol mit einer Station in der Hauptsiedlung New Havens ab 1891 geändert. Beide Strecken förderten die Umstellung der Viehwirtschaft der Town von Schaf- auf Milchviehwirtschaft; während diese Umstellung in den Nachbargemeinden bis etwa 1890 andauerte wurde sie in Bristol, wo auch eine Molkerei entstand, die wichtiger Kunde der Bahn wurde und New Haven bereits um 1870 abgeschlossen. Größere Industrialisierungen blieben in der Folge aber aus, beide Gemeinden blieben landwirtschaftlich ausgerichtet. 1930 wurde die Stichstrecke stillgelegt; der Bahnhof an der Hauptstrecke wurde für den Personenverkehr geschlossen. Die im ersten Drittel des 20. Jahrhunderts einsetzende Abwanderungsbewegung in die Ballungszentren erfasste auch New Haven. Bis in die Mitte der 1960er Jahre verringerte sich die Bevölkerungszahl stetig. Erst mit den Abwanderungsbewegungen aus den Ballungsräumen in die umliegenden ländlichen Gemeinden, die zu Schlafstädten wurden, wurde dieser Trend gebrochen. In New Haven, die zur Schlafstadt für die beiden benachbarten Zentren Vergennes und Middlebury wurde, verdoppelte sich die Bevölkerungszahl von 922 Einwohnern 1960 bis 2010 mit 1727 Einwohnern beinahe.

### Religionen
In New Hafen ist eine Gemeinde der United Church of Christ niedergelassen.

### Einwohnerentwicklung
| Volkszählungsergebnisse – Town of New Haven, Vermont | Volkszählungsergebnisse – Town of New Haven, Vermont | Volkszählungsergebnisse – Town of New Haven, Vermont | Volkszählungsergebnisse – Town of New Haven, Vermont | Volkszählungsergebnisse – Town of New Haven, Vermont | Volkszählungsergebnisse – Town of New Haven, Vermont | Volkszählungsergebnisse – Town of New Haven, Vermont | Volkszählungsergebnisse – Town of New Haven, Vermont | Volkszählungsergebnisse – Town of New Haven, Vermont | Volkszählungsergebnisse – Town of New Haven, Vermont | Volkszählungsergebnisse – Town of New Haven, Vermont |
| Jahr                                                 | 1700                                                 | 1710                                                 | 1720                                                 | 1730                                                 | 1740                                                 | 1750                                                 | 1760                                                 | 1770                                                 | 1780                                                 | 1790                                                 |
| ---------------------------------------------------- | ---------------------------------------------------- | ---------------------------------------------------- | ---------------------------------------------------- | ---------------------------------------------------- | ---------------------------------------------------- | ---------------------------------------------------- | ---------------------------------------------------- | ---------------------------------------------------- | ---------------------------------------------------- | ---------------------------------------------------- |
| Einwohner                                            |                                                      |                                                      |                                                      |                                                      |                                                      |                                                      |                                                      |                                                      |                                                      | 723                                                  |
| Jahr                                                 | 1800                                                 | 1810                                                 | 1820                                                 | 1830                                                 | 1840                                                 | 1850                                                 | 1860                                                 | 1870                                                 | 1880                                                 | 1890                                                 |
| Einwohner                                            | 1135                                                 | 1688                                                 | 1566                                                 | 1834                                                 | 1503                                                 | 1663                                                 | 1419                                                 | 1355                                                 | 1355                                                 | 1224                                                 |
| Jahr                                                 | 1900                                                 | 1910                                                 | 1920                                                 | 1930                                                 | 1940                                                 | 1950                                                 | 1960                                                 | 1970                                                 | 1980                                                 | 1990                                                 |
| Einwohner                                            | 1107                                                 | 1161                                                 | 1001                                                 | 964                                                  | 881                                                  | 932                                                  | 922                                                  | 1039                                                 | 1217                                                 | 1375                                                 |
| Jahr                                                 | 2000                                                 | 2010                                                 | 2020                                                 | 2030                                                 | 2040                                                 | 2050                                                 | 2060                                                 | 2070                                                 | 2080                                                 | 2090                                                 |
| Einwohner                                            | 1666                                                 | 1727                                                 | 1683                                                 |                                                      |                                                      |                                                      |                                                      |                                                      |                                                      |                                                      |

## Wirtschaft und Infrastruktur

### Verkehr
Seit der Schließung der Bahnstation für Personenverkehr erfolgt die Anbindung an die Außenwelt in erster Linie durch den Straßenverkehr über die nord-südlich durch New Haven verlaufende  Vermont State Route 7. Ein lokaler Flughafen, der Middlebury State Airport, findet sich in rund 16 km Entfernung bei Middlebury.

### Öffentliche Einrichtungen
Neben der normalen Gemeindeverwaltung und der Grundschule sind in New Haven keine öffentlichen Einrichtungen angesiedelt. Das nächstgelegene Krankenhaus ist das Porter Medial Center in Middlebury.

### Bildung

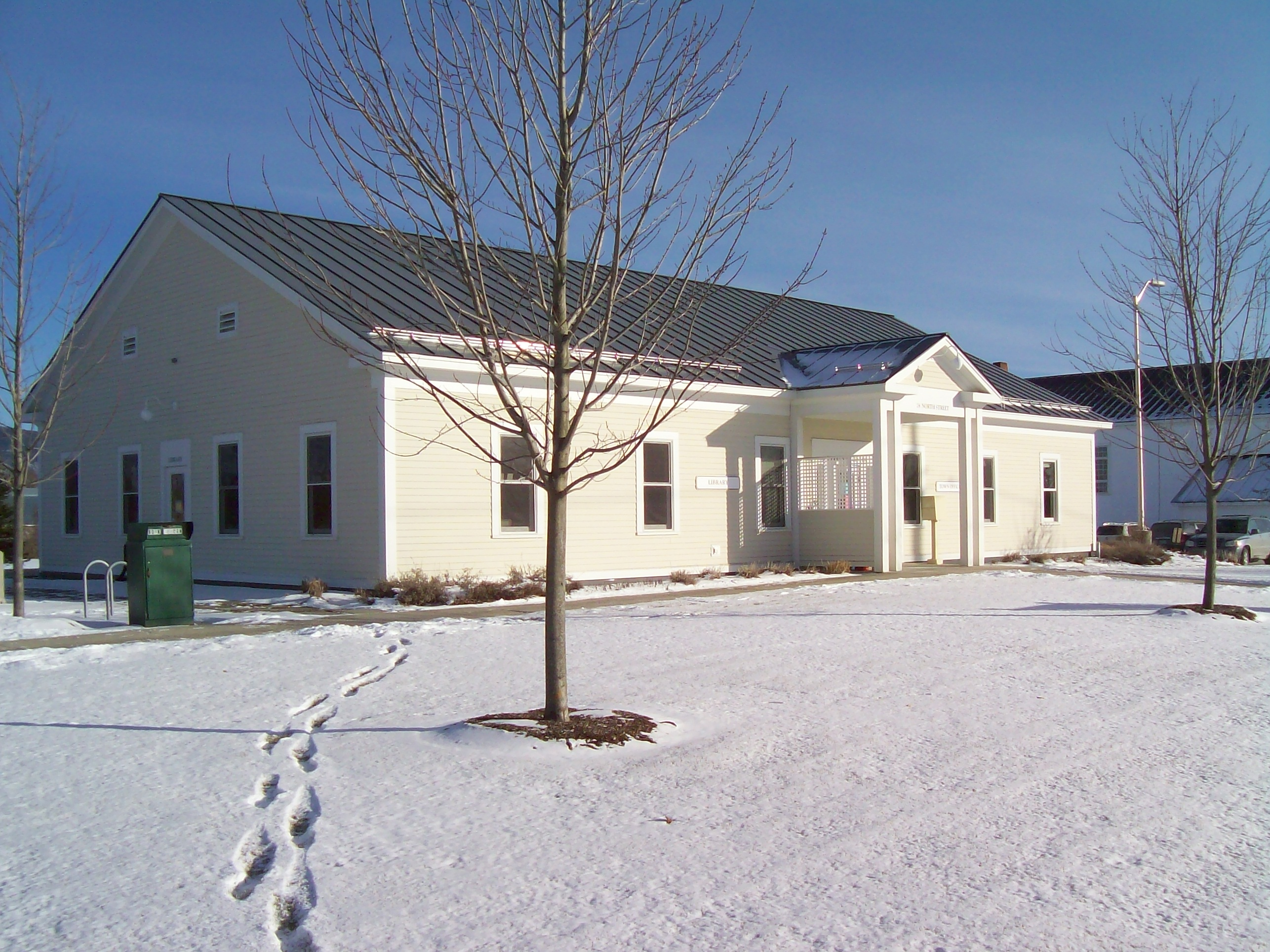
Town Offices und Bücherei von New Haven

New Haven gehört mit Bristol, Lincoln, Monkton, Starksboro und Mt. Abraham zur Addison Northeast Supervisory Union.
In New Haven besteht eine sechszügige Grundschule mit angegliedertem Kindergarten, die Bemann Elementary School. Für den Besuch weiterführender Schulen müssen die umliegenden Gemeinden, insbesondere Middlebury, angefahren werden.
Die New Haven Community Central Library befindet sich im Gebäude der Town Offices.

## Persönlichkeiten

### Söhne und Töchter der Stadt
- Josiah Bushnell Grinnell (1821–1891), Vertreter des Bundesstaates Iowa im Repräsentantenhaus

### Persönlichkeiten, die vor Ort gewirkt haben
- James Meacham (1810–1856), Politiker, Abgeordneter im US-Repräsentantenhaus und Pastor in New Haven